# Can Cosme (Calella de Palafrugell)
Can Cosme és un edifici de Calella de Palafrugell (Baix Empordà), catalogat com a bé cultural d'interès local.

## Descripció
Té una situació estratègica sobre les roques que formen la punta que separa la platja d'en Calau de sa Platgeta. Segueix la tipologia de les cases populars de pescadors de la zona però amb dimensions una mica més grans. És un edifici de dues plantes més un sector de baixos per a guardar les embarcacions. La casa és de volumetria força irregular i complexa i incorpora unes eixides a cada costat, amb balconades i terrasses a diferents nivells.